# Église Saint-Pierre d'Arlempdes
Pour les articles homonymes, voir Église Saint-Pierre.
L'église Saint-Pierre est une église catholique située sur la commune d'Arlempdes, dans le département de la Haute-Loire, en France.

## Historique
L'édifice roman est construit aux XIe et XIIe siècles ; son clocher néo-roman date du XVIe siècle.
Il est classé au titre des monuments historiques en 1907.